# Tufão Vamco (2009)
O tufão Vamco (designação internacional: 0910; designação do JTWC: 11W) foi um intenso ciclone tropical que passou todo o seu período de vida seguindo para norte no Oceano Pacífico noroeste em meados de agosto de 2009. Vamco formou-se de uma área de perturbações meteorológicas logo ao norte das Ilhas Marshall em 16 de agosto, e se tornou uma tempestade tropical no dia seguinte. Com boas condições meteorológicas, Vamco se intensificou para uma tempestade tropical severa em 18 de agosto segundo a Agência Meteorológica do Japão (AMJ), e para um tufão em 19 de agosto. A partir de então, Vamco começou a sofrer rápida intensificação, e atingiu seu pico de intensidade em 21 de agosto, com ventos máximos sustentados de 215 km/h, segundo o Joint Typhoon Warning Center (JTWC), ou 185 km/h, segundo a AMJ. A partir de então, Vamco começou a se enfraquecer gradualmente assim que ganhava mais latitude, e começou a se transformar num ciclone extratropical em 25 de agosto, quando o JTWC emitiu seu aviso final sobre o sistema. A AMJ manteve os avisos regulares sobre Vamco no restante daquele dia, e o desclassificou para uma tempestade tropical severa. A AMJ também emitiu seu aviso final sobre o sistema no início da madrugada (UTC) de 26 de agosto.
Vamco não atingiu diretamente nenhuma região costeira enquanto estava na sua fase tropical. No entanto, a forte ondulação causada pelo tufão provocou indiretamente ressacas e correntes de retorno nas Ilhas Marianas do Norte. Vamco também atingiu o leste do Alasca já como um ciclone extratropical, causando chuvas moderadas e ventos superiores a 80 km/h. Porém, não há relatos de impactos significativos em associação ao tufão.

## História meteorológica

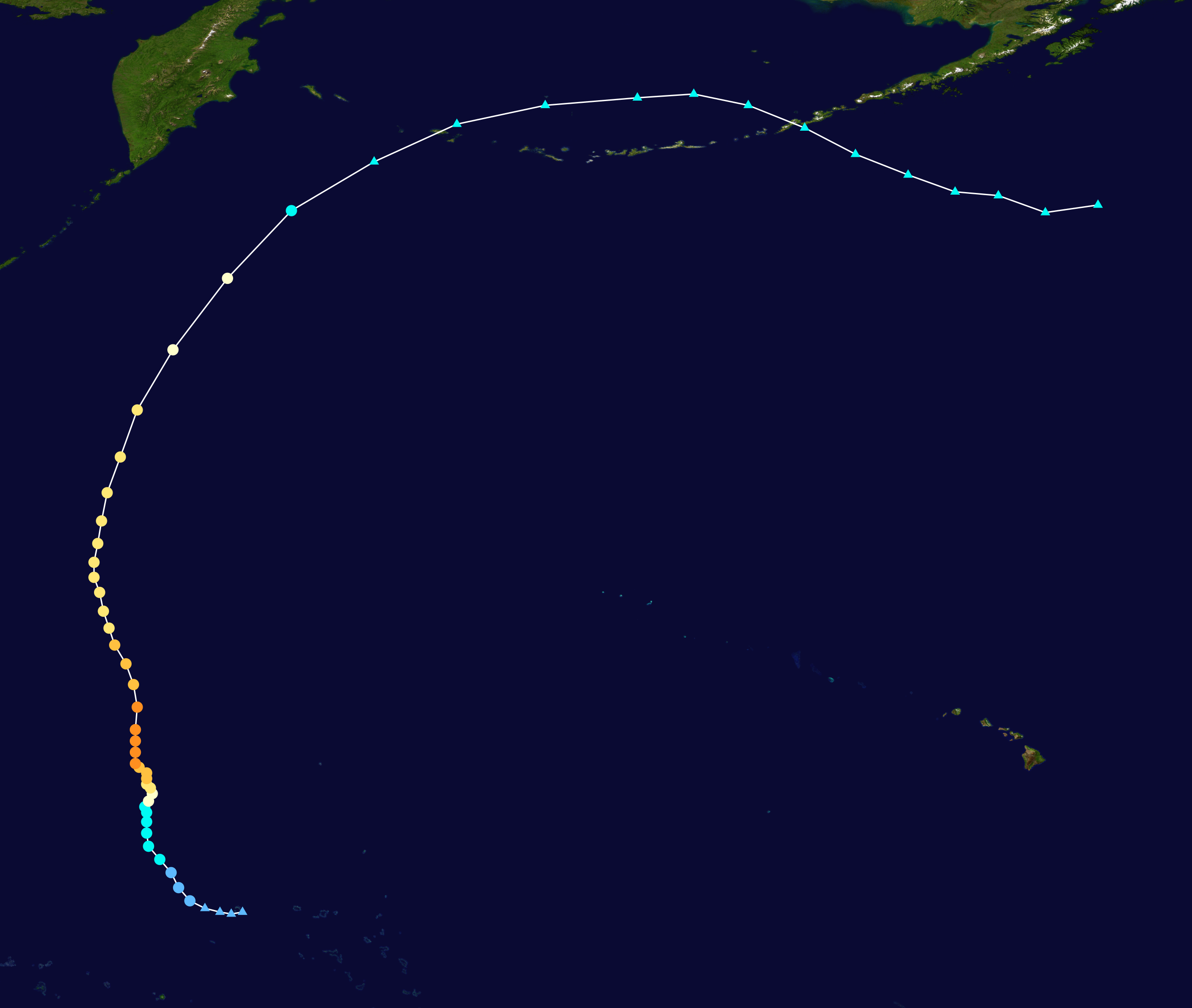
O caminho de Vamco

O tufão Vamco formou-se de uma área de perturbações meteorológicas que persistia ao norte do Atol de Kwajalein, Ilhas Marshall, e que começou a mostrar sinais de organização em 13 de agosto. Inicialmente, uma circulação ciclônica de baixos níveis estava presente no interior de um cavado de gradientes barométricos estreitos. A circulação ciclônica de baixos níveis presente neste cavado estava se organizando lentamente com a formação de novas áreas de convecção, auxiliada pelos bons fluxos de saída de altos níveis impulsionados pela presença de um cavado tropical de alta troposfera ao seu noroeste. Além disso, o cisalhamento do vento na região estava baixo e as águas quentes oceânicas estavam muito favoráveis para a sua intensificação. A perturbação seguiu para oeste nos dias seguintes, e em 16 de agosto, o sistema já apresentava organização suficiente para que o Joint Typhoon Warning Center (JTWC), órgão da Marinha dos Estados Unidos para a monitoração de ciclones tropicais, emitisse um Alerta de Formação de Ciclone Tropical (AFCT) sobre o sistema, que significava que a perturbação poderia se tornar um ciclone tropical significativo dentro de um período de 12 a 24 horas. Mais tarde naquele dia, a Agência Meteorológica do Japão (AMJ), agência meteorológica designada pela Organização Meteorológica Mundial (OMM) para a monitoração de ciclones tropicais no Oceano Pacífico Noroeste, classificou a perturbação para uma fraca depressão tropical. O sistema continuou a se organizar, e a AMJ classificou a depressão para uma depressão tropical plena no início da madrugada (UTC) de 17 de agosto. Poucas horas mais tarde, a circulação ciclônica de baixos níveis do sistema já apresentava ventos máximos sustentados de 55 km/h, o que levou ao JTWC a classificar o sistema também para uma depressão tropical, que atribuiu a designação "11W" ao sistema.
O sistema seguiu praticamente para norte em todo o seu ciclo de vida devido à presença de uma forte alta subtropical ao seu nordeste. Ainda naquela tarde (UTC), o JTWC classificou a depressão para uma tempestade tropical. Naquele momento, os fluxos de saída de altos níveis estavam ajudando na produção de novas áreas de convecção e intensificando o ciclone consequentemente; estes fluxos de saída estavam sendo estabelecidos pela presença de um cavado tropical de alta troposfera, além da formação de um anticiclone de mesoescala sobre o sistema. Poucas horas depois, a AMJ também classificou o sistema para uma tempestade tropical, atribuindo-lhe o nome "Vamco", que foi submetido à lista de nomes de tufões pelo Vietnã, e refere-se ao nome de um rio no sul daquele país. A partir da madrugada (UTC) de 18 de agosto, Vamco começou a se consolidar ainda mais assim que seus fluxos de saída ficaram mais bem definidos. Intensificando-se gradualmente naquele dia, Vamco tornou-se uma tempestade tropical severa, segundo a AMJ, mais tarde naquele dia. No início da madrugada de 19 de agosto, tanto a AMJ quanto o JTWC classificaram Vamco para um tufão assim que o sistema adquiriu mais fluxos de saída de altos níveis, formando novas áreas de convecção profunda como consequência.

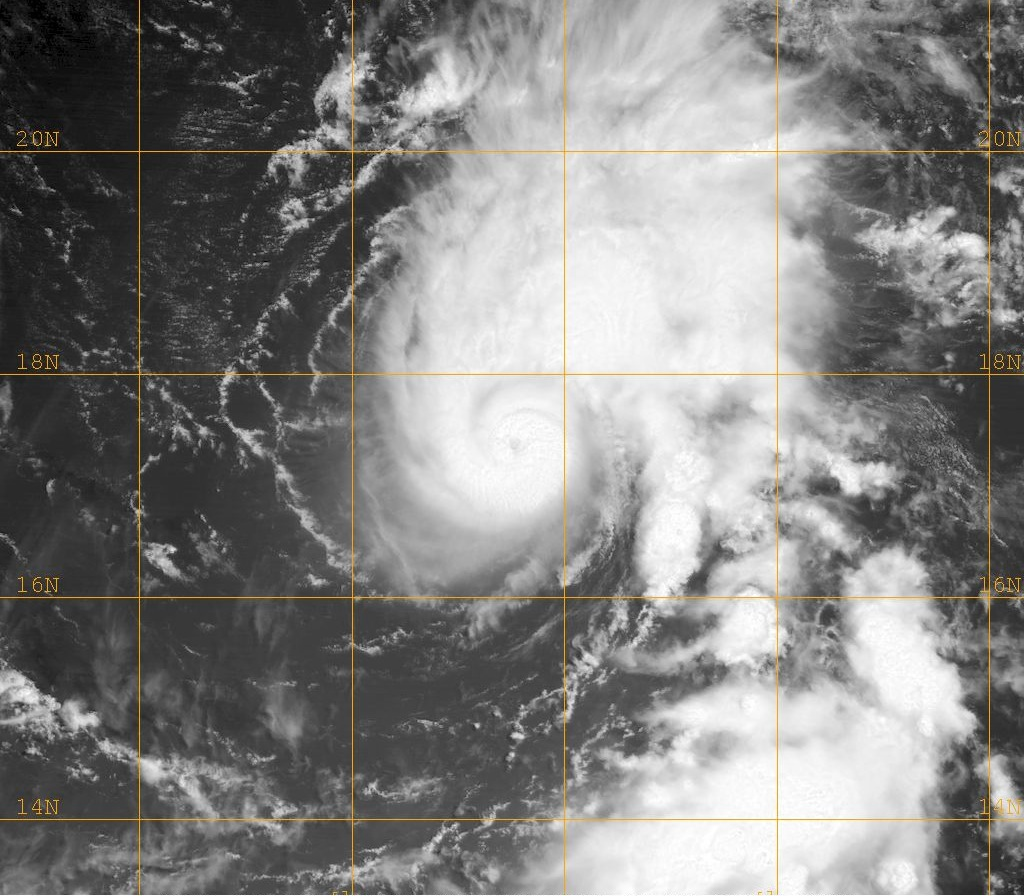
O tufão Vamco em 19 de agosto

A partir daquela manhã, Vamco começou a sofrer rápida intensificação, e um olho, com aproximadamente 18 km de diâmetro, começou a se formar no interior de suas áreas de convecção. Além disso, o movimento de Vamco encontrava-se praticamente estacionário, já que o mesmo cavado tropical de alta troposfera que provia bons fluxos de saída enfraqueceu a alta subtropical dominante. Com isso, o movimento anticiclônico da atmosfera naquela região foi praticamente interrompido. Vamco continuou a se intensificar até a madrugada de 20 de agosto. A partir de então, sua intensidade manteve-se estável, com ventos máximos sustentados de 195 km/h. Vamco manteve sua intensidade estável até a manhã (UTC) de 21 de agosto, quando voltou a se intensificar. Naquele momento, Vamco se apresentava como um ciclone tropical intenso típico, com um olho bem definido rodeado por intensas áreas de convecção profunda. Naquele momento, Vamco atingiu seu pico de intensidade, com ventos máximos sustentados de 215 km/h.
No entanto, a partir daquela tarde, Vamco começou a se enfraquecer lentamente devido à leve piora dos fluxos de saída de altos níveis provocada pela aproximação de um cavado de médias latitudes. A partir de 22 de agosto, o raio de ventos máximos de Vamco começou a encolher com a perda de áreas de convecção profunda. Porém, Vamco foi capaz de manter sua intensidade estável em 175 km/h durante aquele dia. Mas a partir daquela noite, o olho de Vamco começou a desaparecer, juntamente com as áreas de convecção profunda, devido à intrusão de ar mais seco na circulação ciclônica do tufão. O olho do tufão voltou a aparecer durante a madrugada de 23 de agosto assim que Vamco conseguiu manter a sua intensidade em 165 km/h, mesmo sob os efeitos do ar mais seco, que começou a cortar a conexão do tufão com a massa de ar tropical ao seu sul. Vamco começou a acelerar para norte durante a tarde de 23 de agosto assim que a alta subtropical ao seu leste começou a se intensificar, aumentando assim a circulação atmosférica. Durante a manhã de 24 de agosto, o diâmetro do olho de Vamco aumentou mais de quatro vezes, e o tufão tornou-se um ciclone anular, que tem como uma de suas características a lenta resposta a influências externas. Naquela noite (UTC), Vamco começou a seguir mais para nordeste, assim que alcançou a borda noroeste da alta subtropical e começou a ser influenciado pelos ventos do oeste. No início da manhã de 25 de agosto, Vamco começou a se interagir com a zona baroclínica, uma área típica de latitudes médias onde a atmosfera é muito instável. Na região, o cisalhamento do vento é forte, que começou a separar a circulação ciclônica do tufão de baixos níveis da circulação de altos níveis. Além disso, Vamco começou a sofrer naquele momento a transição extratropical, ou seja, Vamco começou a se transformar em um ciclone extratropical. Com isso, o JTWC emitiu seu aviso final sobre Vamco na manhã de 25 de agosto assim que o tufão começou a apresentar características frontais, como a formação de uma frente fria e uma frente quente associadas, indicando que a transição extratropical estava em plena decorrência. Além disso, seu olho desapareceu e suas áreas de convecção profunda declinavam rapidamente assim que o ciclone seguia para águas mais frias. No entanto, a AMJ ainda manteve Vamco como um ciclone tropical no restante daquele dia, e o desclassificou para uma tempestade tropical severa por volta do meio-dia (UTC). No início da madrugada de 26 de agosto, a AMJ também emitiu seu aviso final sobre Vamco assim que o ciclone finalizava a sua transição extratropical.

## Preparativos e impactos
O escritório do Serviço Nacional de Meteorologia dos Estados Unidos em Guam emitiu declarações meteorológicas especiais para as Ilhas Marianas do Norte assim que o Joint Typhoon Warning Center (JTWC) começou a emitir os avisos sobre a recém-formada depressão tropical 11W. Os residentes de Guam, Rota, Tinian e Saipan foram alertados sobre a possível vinda de uma tempestade severa sobre as ilhas, e para checarem seus planos de emergência caso uma tempestade severa atingisse as ilhas. Porém, Vamco seguiu para norte em praticamente todo o eu período de vida, e não afetou as ilhas diretamente. Porém, a forte ondulação causada pelo tufão causou ressacas e fortes correntes de retorno nestas ilhas. Após Vamco ter se tornado um ciclone extratropical, o sistema atingiu as ilhas Aleutas, causando chuva moderada e ventos de até 85 km/h.